# A9 (motorväg, Grekland)
A9 är en motorväg i Grekland som går genom Patra.